# Paul Koning

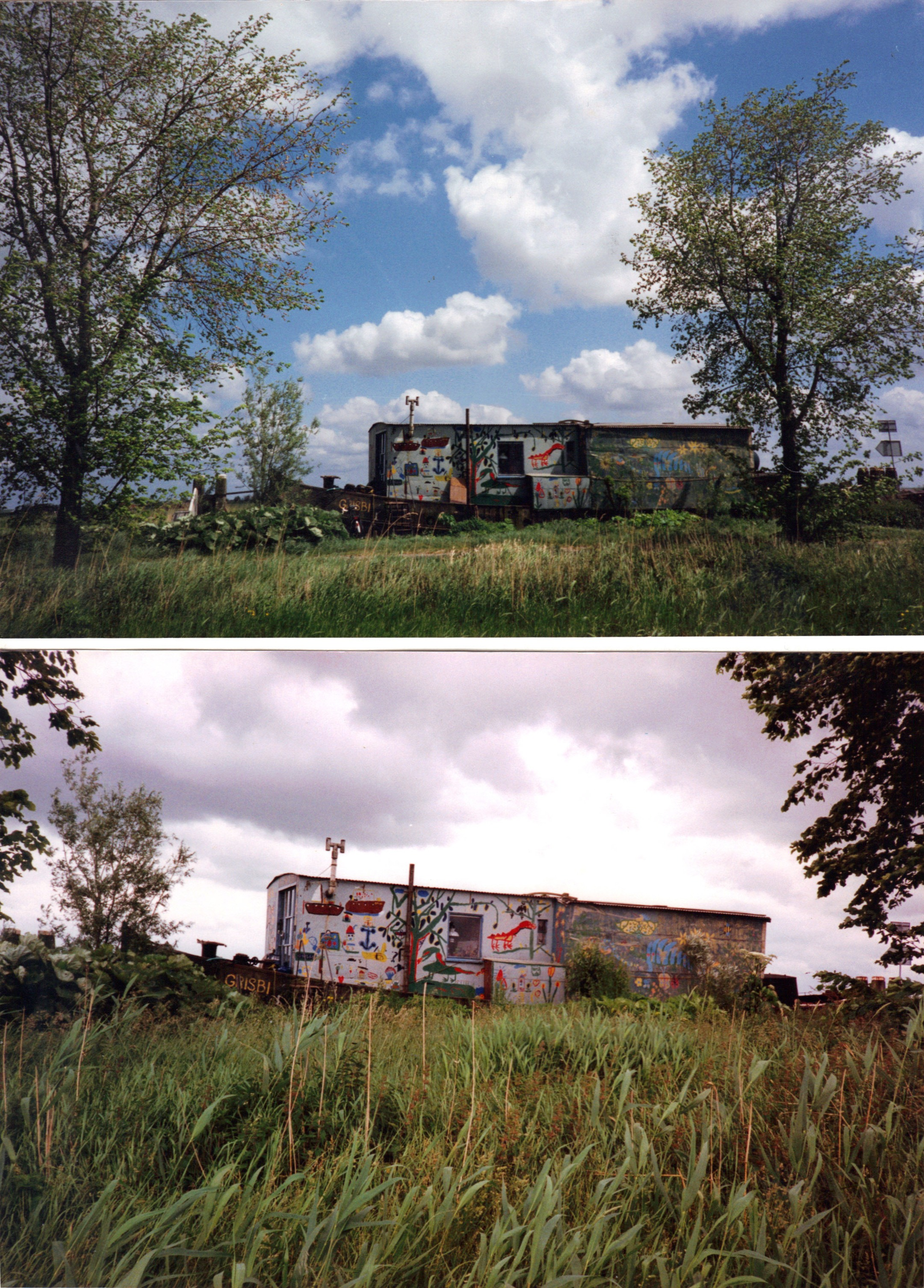
Het schip Grisbi

Paul Philip Koning (Arnhem, 18 september 1916 – Eemnes, 3 juli 1998) was een Nederlands beeldhouwer, graficus, tekenaar en lithograaf.

## Biografie
Paul was de jongste van de twee zoons van Marie Pellemans en stalhouder en latere hoteleigenaar Hendrik Nico Koning. Paul Koning kreeg zijn opleiding aan de Rijksakademie van beeldende kunsten in Amsterdam (1934-1936, 1938-1939) en kreeg les van Jan Bronner. Tot zijn leerlingen hoorden Djeff Panhuyzen en Fioen Blaisse. Hij was lid van de vereniging Nederlandse Kring van Beeldhouwers.
Onderwerpen van zijn werk waren figuur- en diervoorstellingen. Voor zijn werk gebruikte hij materialen als hardsteen, klei, brons, gewapend beton en gips. Hij werkte in ateliers op meerdere plaatsen zoals aan het Rapenburg in Amsterdam en het atelierschip 'Grisbi' in Eemnes.
In 1995 verscheen het boek Paul Koning sculptuur en grafiek Eemnes met reproducties van zijn beelden en grafisch werk.

## Overzicht sculpturen in de open ruimte
In 1949 was bij de Europese Beeldhouwkunst in de Open Lucht twee betonnen sculpturen en een ontwerp voor een anti-oorlogsmonument van hem te zien.
Amsterdam
- De denker - ingang Gerrit van der Veencollege.[4]
- Bolgewas (1969) - Oosterpark

Den Bosch
- Aartsengel Sint-Michael (1964) - zijgevel van het politiebureau[5]

Rotterdam
- Twee meisjes (1957) - Juliana van Stolbergschool[6]
- Portret van Wendela - Lijnbaan.[7]
- Gevelornament - Coolsingel

Zaandam
- Fontein (1965) - Zilverschoonplein

Lisse
- Wit paard - Keukenhof[8]

Delft
- Speelplastiek Paarden - hoek Van Blommesteynstraat / Teding van Berkhoutlaan[9]

## Afbeeldingen

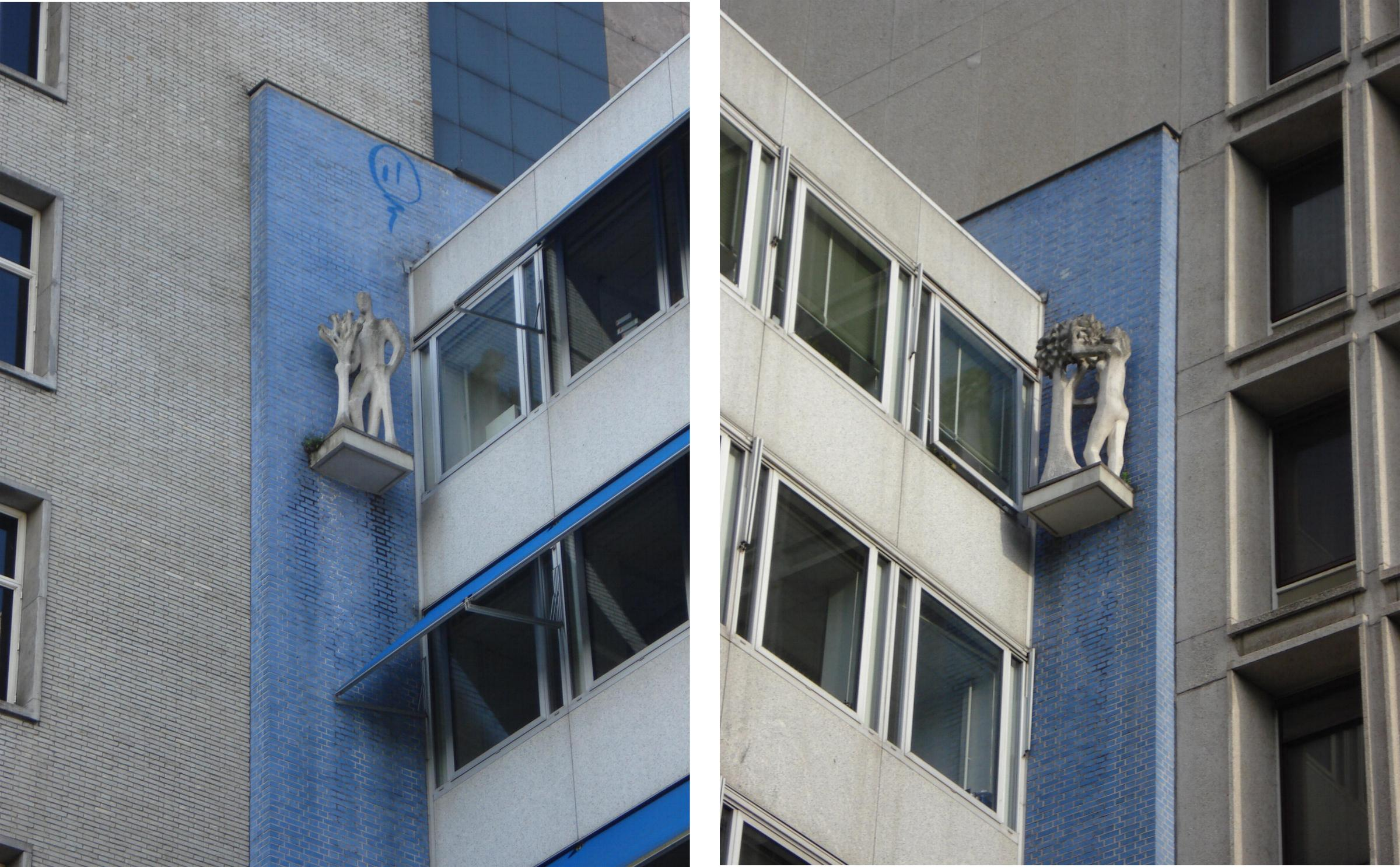
Gevelornament Coolsingel
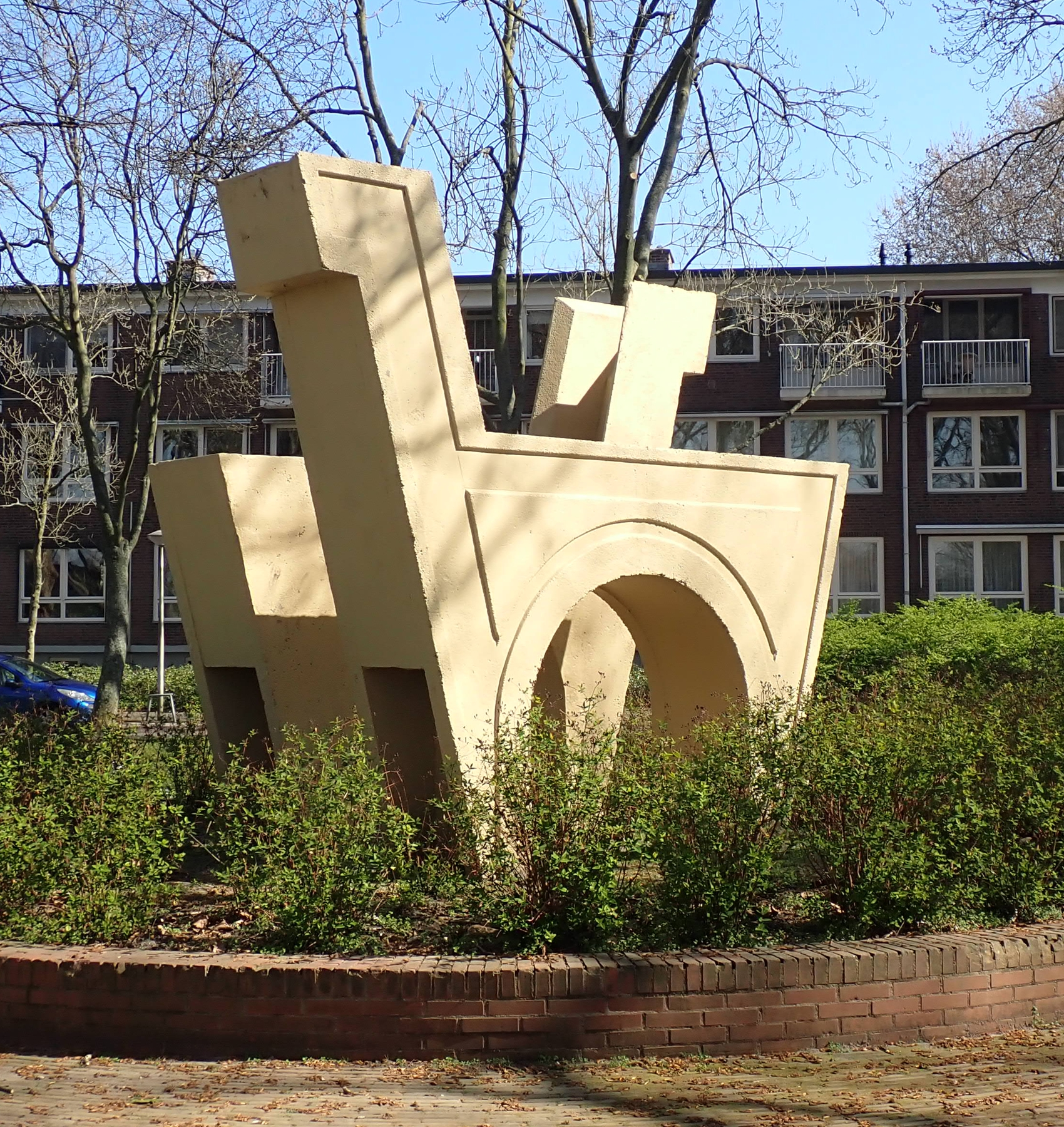
Speelplastiek Paarden
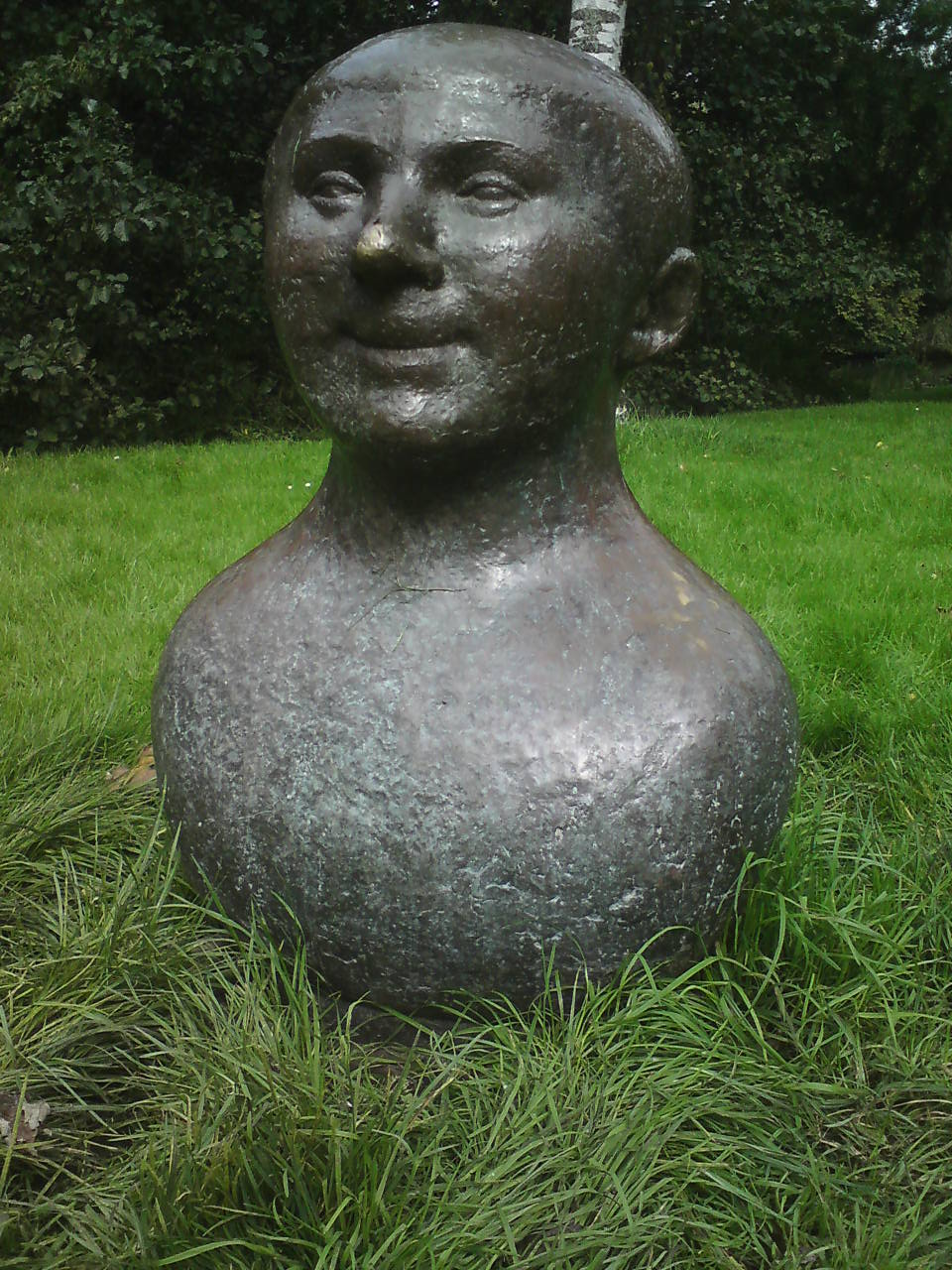
Bolgewas

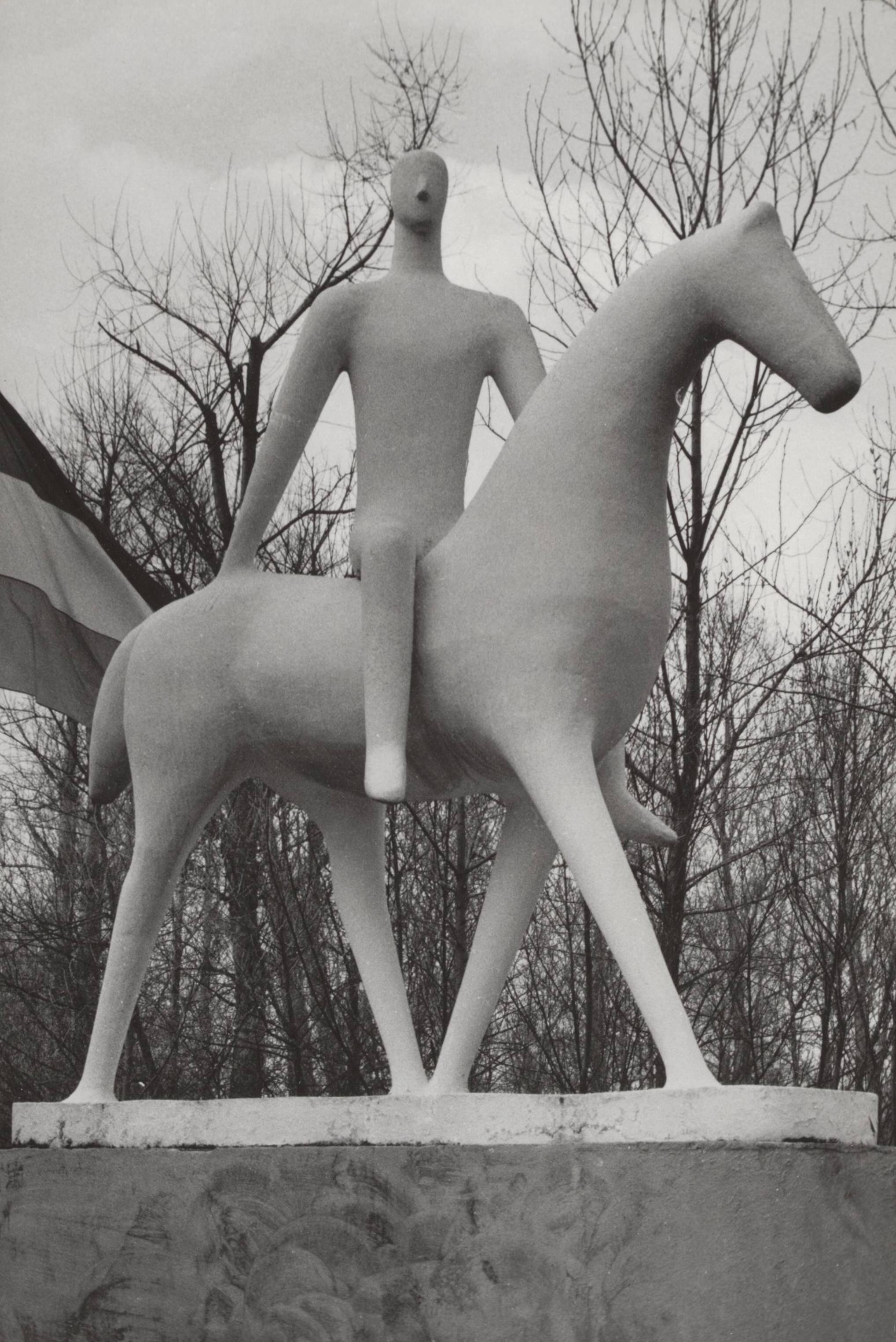
Paard en ruiter (Keukenhof)
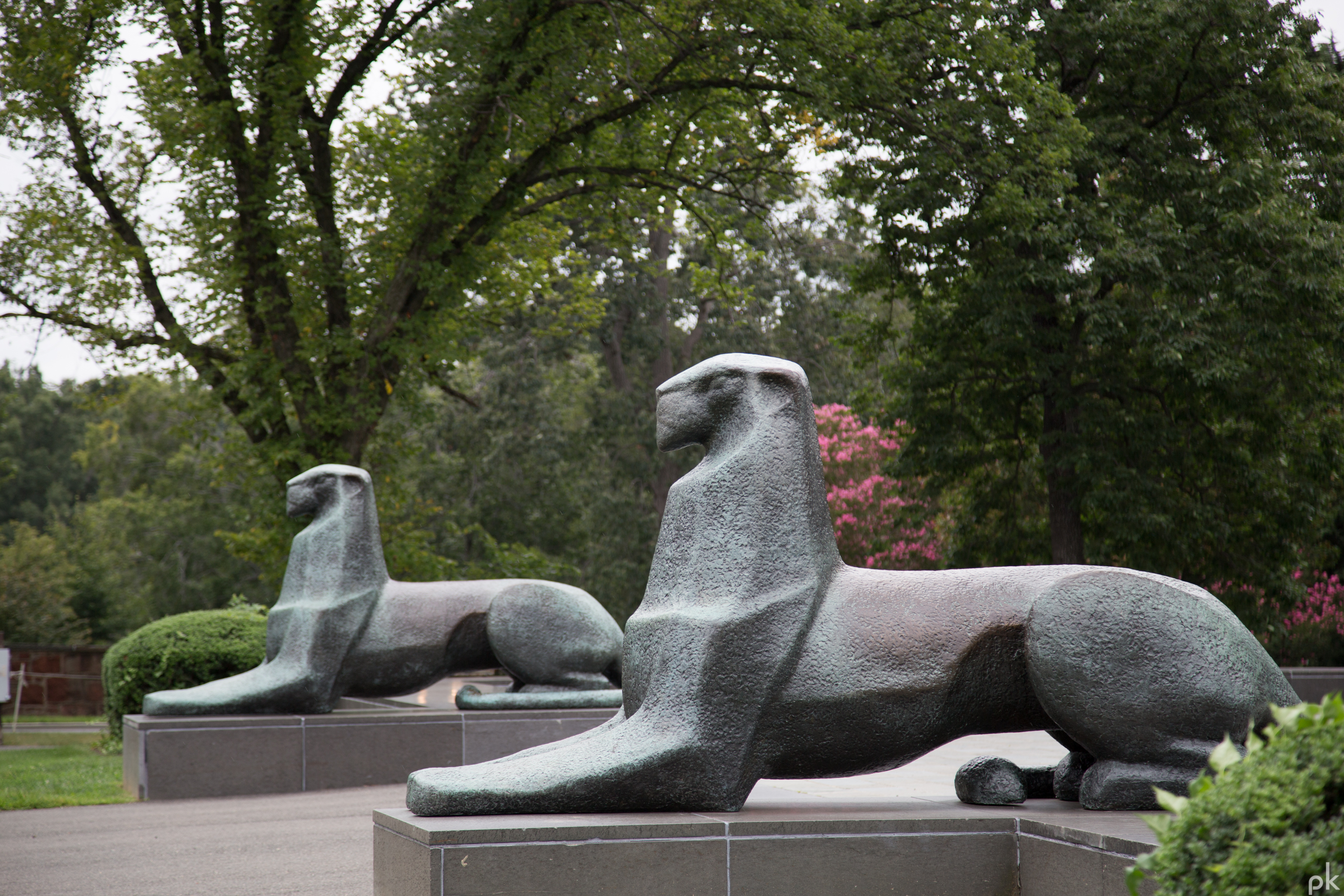
Leeuwen (Arlington)
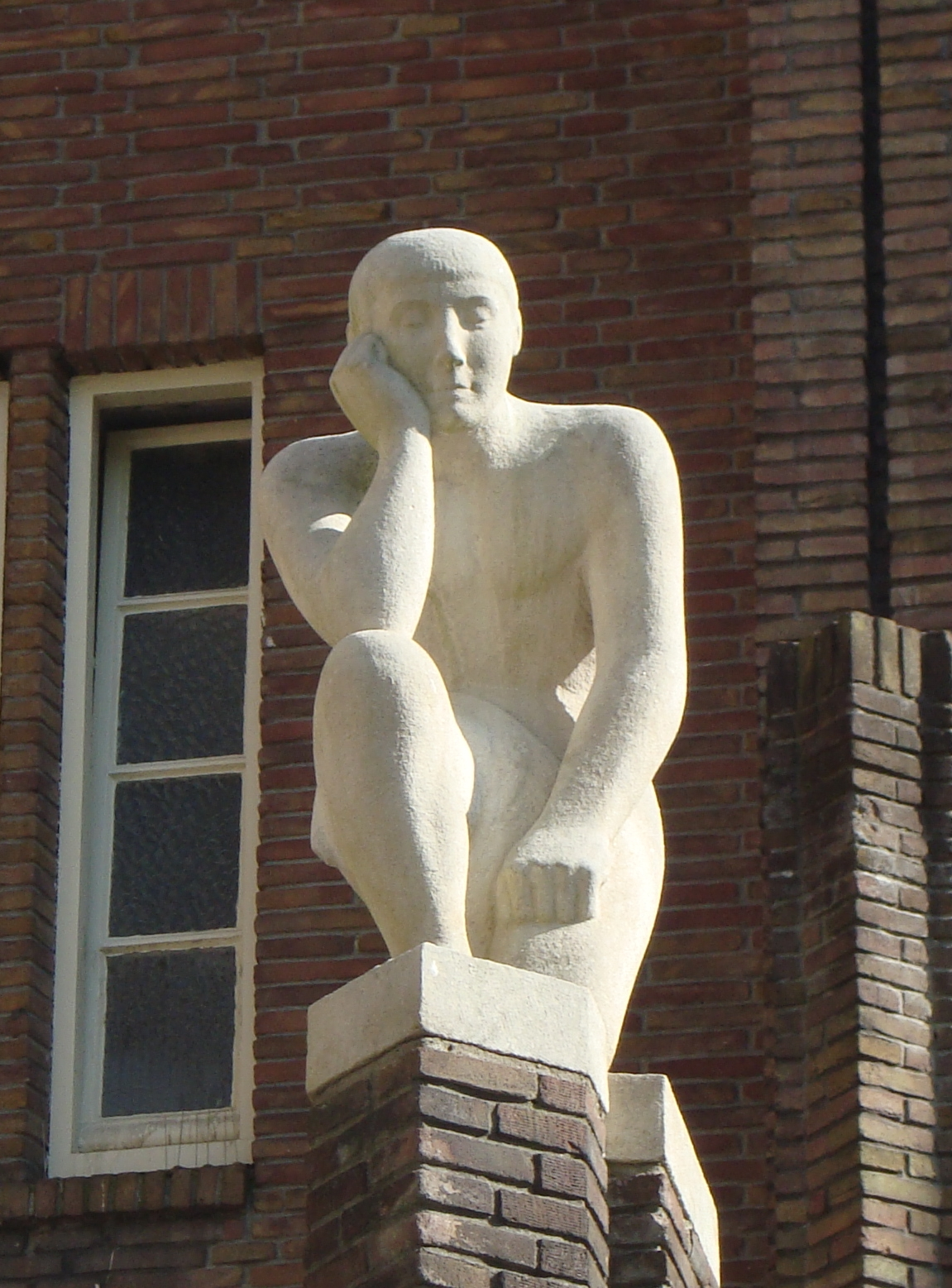
De denker (Amsterdam)